# Isco
Francisco Román Alarcón Suárez (sinh ngày 21 tháng 4 năm 1992), thường được biết đến với tên gọi Isco (phát âm tiếng Tây Ban Nha: [ˈisko]), là một cầu thủ bóng đá chuyên nghiệp người Tây Ban Nha hiện đang thi đấu ở vị trí tiền vệ tấn công hoặc tiền vệ cánh cho câu lạc bộ La Liga Real Betis và đội tuyển bóng đá quốc gia Tây Ban Nha.
Isco khởi đầu sự nghiệp với câu lạc bộ Valencia. Từ năm 2011, anh chuyển sang thi đấu cho Malaga và sự nghiệp của anh có những dấu hiệu thăng tiến. Năm 2012, anh giành danh hiệu Golden Boy (giải thưởng dành cho cầu thủ dưới 21 tuổi xuất sắc nhất năm). Những màn trình diễn tốt khi khoác áo Malaga đã đưa anh đến với Real Madrid. Thời gian đầu ở Santiago Bernabéu, Isco không được ra sân nhiều. Tuy nhiên bằng lối chơi kỹ thuật hiệu quả đã giúp anh dần chiếm được lòng tin của các huấn luyện viên. Isco là nhân tố quan trọng trong chiến thuật của huấn luyện viên Zinédine Zidane giành 3 chức vô địch Champions League liên tiếp (2015–16, 2016–17, 2017–18).

## Thống kê sự nghiệp

### Câu lạc bộ
Tính đến 6 tháng 2 năm 2022
| Câu lạc bộ          | Mùa giải            | La Liga       | La Liga      | Cup           | Cup          | Châu lục      | Châu lục     | Khác1         | Khác1        | Tổng cộng     | Tổng cộng    |
| Câu lạc bộ          | Mùa giải            | Số lần ra sân | Số bàn thắng | Số lần ra sân | Số bàn thắng | Số lần ra sân | Số bàn thắng | Số lần ra sân | Số bàn thắng | Số lần ra sân | Số bàn thắng |
| ------------------- | ------------------- | ------------- | ------------ | ------------- | ------------ | ------------- | ------------ | ------------- | ------------ | ------------- | ------------ |
| Valencia            | 2010–11             | 1             | 15           | 1             | 2            | 2             | 0            | 0             | 0            | 7             | 2            |
| Tổng cộng           | Tổng cộng           | 4             | 0            | 1             | 2            | 2             | 0            | 0             | 0            | 7             | 2            |
| Málaga              | 2011–12             | 32            | 5            | 3             | 0            | 0             | 0            | 0             | 0            | 35            | 5            |
| Málaga              | 2012–13             | 37            | 9            | 0             | 0            | 10            | 3            | 0             | 0            | 47            | 12           |
| Tổng cộng           | Tổng cộng           | 69            | 14           | 3             | 0            | 10            | 3            | 0             | 0            | 82            | 17           |
| Real Madrid         | 2013–14             | 32            | 8            | 9             | 0            | 12            | 3            | 0             | 0            | 53            | 11           |
| Real Madrid         | 2014–15             | 34            | 4            | 4             | 1            | 11            | 0            | 4             | 1            | 53            | 6            |
| Real Madrid         | 2015–16             | 31            | 3            | 1             | 2            | 10            | 0            | —             | —            | 42            | 5            |
| Real Madrid         | 2016–17             | 30            | 10           | 4             | 0            | 6             | 1            | 2             | 0            | 42            | 11           |
| Real Madrid         | 2017–18             | 30            | 7            | 4             | 1            | 11            | 0            | 4             | 1            | 49            | 9            |
| Real Madrid         | 2018–19             | 27            | 3            | 2             | 2            | 4             | 1            | 2             | 0            | 37            | 6            |
| Real Madrid         | 2019–20             | 23            | 1            | 1             | 0            | 4             | 1            | 2             | 1            | 30            | 3            |
| Real Madrid         | 2020–21             | 25            | 0            | 1             | 0            | 3             | 0            | 0             | 0            | 29            | 0            |
| Real Madrid         | 2021–22             | 11            | 1            | 3             | 1            | 0             | 0            | 0             | 0            | 14            | 2            |
| Real Madrid         | Tổng cộng           | 243           | 37           | 31            | 7            | 62            | 6            | 14            | 3            | 350           | 53           |
| Sevilla FC          | 2022–23             | 12            | 0            | 0             | 0            | 6             | 1            | 0             | 0            | 18            | 1            |
| Sevilla FC          | Tổng cộng           | Tổng cộng     | 12           | 0             | 0            | 0             | 6            | 1             | 0            | 18            | 1            |
| Tổng cộng sự nghiệp | Tổng cộng sự nghiệp | 380           | 67           | 35            | 9            | 80            | 1            | 16            | 3            | 511           | 89           |

1 Bao gồm Supercopa de España, UEFA Super Cup và FIFA Club World Cup.

### Đội tuyển quốc gia
Tính đến 10 tháng 6 năm 2019
| Đội tuyển quốc gia Tây Ban Nha | Đội tuyển quốc gia Tây Ban Nha | Đội tuyển quốc gia Tây Ban Nha | Đội tuyển quốc gia Tây Ban Nha |
| Năm                            | Số lần ra sân                  | Số bàn thắng                   |                                |
| ------------------------------ | ------------------------------ | ------------------------------ | ------------------------------ |
| 2013                           | 2                              | 0                              |                                |
| 2014                           | 4                              | 1                              |                                |
| 2015                           | 6                              | 0                              |                                |
| 2016                           | 4                              | 1                              |                                |
| 2017                           | 9                              | 5                              |                                |
| 2018                           | 11                             | 5                              |                                |
| 2019                           | 2                              | 0                              |                                |
| Tổng cộng                      | 38                             | 12                             |                                |

### Bàn thắng quốc tế
| #   | Ngày                 | Địa điểm                                                | Đối thủ       | Bàn thắng | Kết quả | Giải đấu                    |
| --- | -------------------- | ------------------------------------------------------- | ------------- | --------- | ------- | --------------------------- |
| 1.  | 15 tháng 11 năm 2014 | Sân vận động Nuevo Colombino, Huelva, Tây Ban Nha       | Belarus       | 1–0       | 3–0     | Vòng loại Euro 2016         |
| 2.  | 15 tháng 11 năm 2016 | Sân vận động Wembley, London, Anh                       | Anh           | 2–2       | 2–2     | Giao hữu                    |
| 3.  | 24 tháng 3 năm 2017  | Sân vận động El Molinón, Gijón, Tây Ban Nha             | Israel        | 4–1       | 4–1     | Vòng loại World Cup 2018    |
| 4.  | 2 tháng 9 năm 2017   | Sân vận động Santiago Bernabéu, Madrid, Tây Ban Nha     | Ý             | 1–0       | 3–0     | Vòng loại World Cup 2018    |
| 5.  | 2 tháng 9 năm 2017   | Sân vận động Santiago Bernabéu, Madrid, Tây Ban Nha     | Ý             | 2–0       | 3–0     | Vòng loại World Cup 2018    |
| 6.  | 5 tháng 9 năm 2017   | Sân vận động Rheipark, Vaduz, Liechtenstein             | Liechtenstein | 3–0       | 8–0     | Vòng loại World Cup 2018    |
| 7.  | 6 tháng 10 năm 2017  | Sân vận động José Rico Pérez, Alicante, Tây Ban Nha     | Albania       | 2–0       | 3–0     | Vòng loại World Cup 2018    |
| 8.  | 27 tháng 3 năm 2018  | Wanda Metropolitano, Madrid, Tây Ban Nha                | Argentina     | 2–0       | 6–1     | Giao hữu                    |
| 9.  | 27 tháng 3 năm 2018  | Wanda Metropolitano, Madrid, Tây Ban Nha                | Argentina     | 3–1       | 6–1     | Giao hữu                    |
| 10. | 27 tháng 3 năm 2018  | Wanda Metropolitano, Madrid, Tây Ban Nha                | Argentina     | 6–1       | 6–1     | Giao hữu                    |
| 11. | 25 tháng 6 năm 2018  | Sân vận động Kaliningrad, Kaliningrad, Nga              | Maroc         | 1–1       | 2–2     | World Cup 2018              |
| 12. | 11 tháng 9 năm 2018  | Sân vận động Manuel Martínez Valero, Elche, Tây Ban Nha | Croatia       | 6–0       | 6–0     | UEFA Nations League 2018–19 |

## Danh hiệu

### Câu lạc bộ
Valencia
- Tercera División Group VI: 2010–11

Real Madrid
- La Liga: 2016–17, 2019–20, 2021–22
- Copa del Rey: 2013–14
- Supercopa de España: 2017, 2019–20, 2021–22
- UEFA Champions League: 2013–14; 2015–16, 2016–17, 2017–18, 2021-22
- UEFA Super Cup: 2014, 2016, 2017
- FIFA Club World Cup: 2014, 2016, 2017, 2018

### Đội tuyển quốc gia
U21 Tây Ban Nha
- Giải vô địch bóng đá U-21 châu Âu: 2013

### Cá nhân
- Cậu bé Vàng: 2012
- Cầu thủ xuất sắc nhất La Liga: 2012
- Đội hình tiêu biểu Giải vô địch bóng đá U-21 châu Âu: 2013
- Giải thưởng Bravo: 2014
- FIFA FIFPro World XI 2nd team: 2017
- FIFA FIFPro World XI 3rd team: 2018
- FIFA FIFPro World XI 5th team: 2013